# Lizha James
Elisa Lisete James Humbane, popularmente conhecida como Lizha James (Maputo, Moçambique em  12 de dezembro, 1982), é uma musicista moçambicana. Nascida na capital de Moçambique, Maputo seu estilo de música inclui uma mistura de ritmos como Marrabenta, Ragga, R&B e Hip hop. Ela também é notória pelo estilo de Moçambique Dzukuta Pandža.

## Início da vida e carreira
Filha de Jaime James Humbane e Fernanda Madalena, começou a cantar na Igreja Metodista Unida. Aos 14 anos o seu gosto musical mudou completamente, quando Elisa incorporou o grupo Electro Base ao estilo de house music. No entanto a sua carreira ganha um impulso apenas quando ela começou a atuar solo, lançando seu primeiro álbum em 2000 - “Watching You”.

### Rainha do Ragga
Em 2005, Lizha lança seu segundo álbum um grande sucesso - Rainha do Ragga - que inclui sucessos como "4 all ya". Em 2006, com o clip de vídeo para esta canção Lizha é premiada com o Melhor Vídeo Feminino no Channel O Music Video Awards. Ela foi indicada em seis categorias.

### Sentimentos de Mulher
Este é o terceiro álbum lançado pela Lizha James e possui mais crescimento musical com uma mistura de Marrabenta e Ragga. Singles mais populares do álbum incluem canções como "Lutas Entre Familias" e "Aniguiri". Em 2007, ela é novamente premiada com o Channel O Music Video Awards de Melhor Vídeo na categoria R&B, e Afro Music Channel Grammy de melhor música com a canção "Nuna wa Mina" ("Meu marido"). Em 2008 ela é novamente premiada com o Prêmio Channel O Music Video Awards para Meçhor vídeo feminino, para a canção "Nita Mukuma Kwini" ("onde encontrarei?").
Durante este período, Lizha fez diversas parcerias com cantores como Sul Africano Mandoza, Loyiso e Kabelo. Em 2009, ela foi premiada com o Melhor Artista da África Austral para a música "Estilo xakhale". A canção foi uma colaboração com artistas Sul-Africanos Loyiso e Kabelo.
Em 2010, ela gravou uma música com a cantora brasileira, Alcione "És Meu" para a parte II do seu álbum de Sentimentos de Mulher. Para o mesmo álbum, ela gravou sua versão para o aclamado música moçambicana "Totte", remixagem dos sons de jazz com Jimmy Dludlu.
Em 2011, Lizha lança "Nandi We", uma canção sobre a violência doméstica, e no mesmo ano, "Stop Trafico", financiado pela Embaixada dos EUA em Moçambique sobre o tráfego de crianças.
Recentemente Lizha lançou sua "Gotta Move On" novo single, uma canção que é uma mistura de Pandža, Kwaito, House e Dancehall.

## Prêmios e indicações
O ano de 2006 marca o início da saga de James: quatro anos consecutivos nomeada e premiada a nível do continente, transformando-se numa das cantoras mais importantes de África.
Logo no primeiro ano (2006) em que participou nos Grammy Awards do Channel O (África do Sul), James foi nomeada para quatro categorias, acabando por vencer na categoria de Artista Revelação.
Em 2007, James torna a participar nos Grammy Awards do Channel O, conquistando o prémio para o Melhor Vídeo R&B, com “Nuna wa Mina”. Com o mesmo tema vence ainda na categoria Melhor Vídeo do Ano, desta feita nos Grammy do Afro Music Channel.
Em 2008, volta a vencer na categoria de Melhor Vídeo Feminino, nos Grammy do Channel O, com “Ni Ta Mu Kuma Kwini”. Em Moçambique, recebe o Diploma dos Campeões do Município de Maputo.
Em 2009, vence o Grammy do Channel O – mais um título, desta feita, o de Melhor Artista da África Austral, uma categoria para a qual concorreu com o vídeo da música “Xitilo xa Khale”.

## Vida pessoal
Lizha James casou-se em 2010 com o produtor musical Bang. O casal tem uma filha.